# Сікори-Бартичкі
Сікори-Бартичкі (пол. Sikory-Bartyczki) — село в Польщі, у гміні Кобилін-Божими Високомазовецького повіту Підляського воєводства.
Населення — 39 осіб (2011).
У 1975-1998 роках село належало до Ломжинського воєводства.

## Демографія
Демографічна структура станом на 31 березня 2011 року:
|          | Загалом | Допрацездатний вік | Працездатний вік | Постпрацездатний вік |
| -------- | ------- | ------------------ | ---------------- | -------------------- |
| Чоловіки | 21      | 7                  | 12               | 2                    |
| Жінки    | 18      | 3                  | 10               | 5                    |
| Разом    | 39      | 10                 | 22               | 7                    |